# Arkansas RimRockers

Vereinslogo

Die Arkansas RimRockers waren ein Team der NBA Development League, das in North Little Rock beheimatet ist.

## Geschichte
In ihrer ersten Saison spielten die RimRockers für die American Basketball Association. In der regulären Saison konnten 32 Siege bei nur 5 Niederlagen verbucht werden und sie gewannen die Meisterschaft der ABA. Kurz nachdem sie den Titel gewonnen hatten, verließen sie die ABA und spielten von da an in der NBA Development League.
Am 10. Februar 2006 wurde der bisher einzige Cheftrainer Joe Harge gefeuert. Er wurde durch Andy Stoglin ersetzt.
Die RimRockers stellten vor der Saison 2007/08 ihren Spielbetrieb ein, da die Zuschauerzahlen zu schlecht waren. Zunächst erwog man den Umzug nach La Crosse (Wisconsin). Jedoch war der Zuspruch in dieser Stadt ebenfalls nicht sehr stark, sodass man sich entschloss in der Saison 2007/08 inaktiv zu bleiben. Seitdem spielen sie nicht mehr in der D-League.